# معضلات لاندو

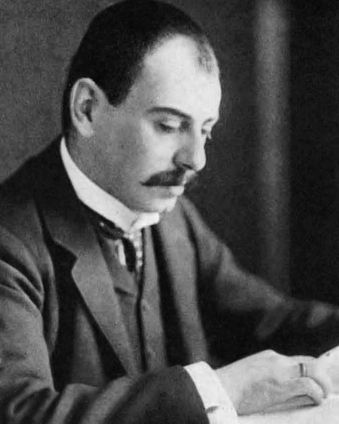
صورة لعالم الرياضيات إدموند لانداو

خلال المؤتمر الدولي للرياضيات لعام 1912, وضع إدموند لاندو أربع معضلات أساسية حول الأعداد الأولية.وصفها في كلمته بأنها "عصية على الحل بالرياضيات المعروفة لنا الآن" وتعرف الآن باسم معضلات لاندو.
هذه المعضلات هي:
1. حدسية جولدباخ : هل يمكن كتابة كل عدد صحيح أكبر من 2 كمجموع عددين أوليين؟
2. حدسية العددان الأوليان التوأم: هل هناك عدد لانهائي من الأعداد الأولية p بحيث أن p + 2 يكون عدد أولي أيضا؟
3. حدسية ليجاندر [الإنجليزية] هل هناك دائمًا على الأقل عدد أولي واحد بين المربعات الكاملة المتتالية؟
4. هل هناك عدد لانهائي من الأعداد الأولية p بحيث أن p - 1 يكون مربع كامل؟ بصيغة أخرى: هل هناك عدد لا نهائي من الأعداد الأولية يمكن حسابها بالصيغة التالية n 2 + 1؟

حتى الآن (2025) لاتزال هذه المسائل غير محلولة.